# Amytis kalkadoon
Pour les articles homonymes, voir Amytis.
Amytornis ballarae
Espèce
Statut de conservation UICN

 LC  : Préoccupation mineure
L’Amytis kalkadoon (Amytornis ballarae) est une espèce de passereaux de la famille des Maluridae. Son épithète spécifique vient de la ville fantôme de Ballara au Queensland. Il ressemble beaucoup à l'Amytis de Purnell dont il a parfois été considéré comme une sous-espèce, mais avec des taches qui sont généralement plus claires et mieux définies, par exemple, les plumes alaires et les rémiges sont grises avec une petite tache rousse à la base des rémiges extérieures, alors que les mêmes parties sont uniformément brunes chez l'Amytis de Purnell.

## Répartition
Il est endémique en Australie. On le trouve dans les collines couvertes de spinifex dans la chaîne de Selwyn au nord-ouest du Queensland.

## Sous-espèces
D'après la classification de référence (version 5.2, 2015) du Congrès ornithologique international, cette espèce est monotypique (non divisée en sous-espèces).